# Katherine MacLean
Katherine MacLean, född 22 januari 1925 i Glen Ridge, New Jersey, död 1 september 2019, var en amerikansk science fiction-författare. År 1971 belönades hon med Nebulapriset för sin kortroman The Missing Man och 2002 fick hon motta utmärkelsen SFWA:s Author Emeritus 2002.

## Utgivet på svenska
1985 – Högt spel i rymden ISBN 91-7648-024-0